# Tom & Jerry e l'anello incantato
Tom & Jerry e l'anello incantato (Tom and Jerry: The Magic Ring) è un film d'animazione direct-to-video del 2001 diretto da James T. Walker. Primo film direct-to-video basato sulla serie di cortometraggi animati Tom & Jerry, fu co-prodotto dalla Warner Bros. Animation e la Turner Entertainment. Fu anche l'ultima produzione a cui lavorarono i creatori del franchise William Hanna e Joseph Barbera (co-produttori esecutivi del film), poiché Hanna morì il 22 marzo 2001. Il film uscì in VHS nel Regno Unito il 12 novembre 2001, mentre negli Stati Uniti fu distribuito anche in DVD-Video il 12 marzo 2002.

## Trama

Tom ordina a Jerry di dargli l'anello

Tom il gatto e Jerry il topo vivono in una tenebrosa villa con il mago Chip. Mentre Tom, come al solito, insegue Jerry, nel seminterrato Chip sta preparando una pozione magica usando il suo anello incantato. Tuttavia serve il latte di una mucca di Calcutta: la sua sostituzione con del normale latte del supermercato fa infatti evaporare la pozione. Più tardi, Tom finisce in cantina. Chip gli ordina di custodire il suo anello magico mentre lui va a Calcutta a mungere una mucca. Se Tom farà un buon lavoro Chip lo ricompenserà con un grande salmone succulento, ma in caso contrario lo caccerà definitivamente fuori di casa. Chip quindi parte per Calcutta sulla sua moto volante. Tom inizia a custodire l'anello, senza accorgersi di Jerry che si arrampica sul tavolo e si mette l'anello in testa come se fosse una corona. Tom lo vede e gli ordina di restituirglielo, ma Jerry corre fuori di casa e il gatto lo insegue. Dopo aver seminato Tom, Jerry cerca invano di estrarre l'anello dalla testa. Decide di farselo togliere da un gioielliere, che sta andando a pranzare. Tom, usando un travestimento, si intrufola nel negozio mentre il gioielliere se ne va. Mentre Tom cerca inutilmente di estrarre l'anello, un incantesimo fa cadere il travestimento. Smascherato, Tom insegue Jerry in tutto il negozio. I due devono però andarsene quando torna il gioielliere.
Jerry scappa nella casa dell'indovino Droopy, il cui segretario è un cane irlandese di nome Butch. Affascinato dall'anello di Jerry, Butch tenta di toglierglielo, ma un altro incantesimo lo rinchiude nella sfera di cristallo di Droopy. Jerry, inseguito da Tom, finisce in un vicolo dove si imbatte in un gatto randagio che lo vuole mangiare. Tom salva Jerry e, usando l'anello che ha in testa, fa cadere oggetti di vario genere addosso al gatto. Tuttavia arriva presto anche Butch, che insieme al gatto randagio inizia a inseguire Tom (che tiene in mano Jerry). Dopo aver seminato gli inseguitori, Tom scivola su una buccia di banana ingigantita dall'anello e finisce contro la porta di un negozio di animali. La proprietaria Margaret li porta dentro: Jerry finisce in una gabbia con altri tre topi, il piccolo Nibbles e i due teppisti Freddie e Joey, mentre Tom viene messo in gabbia con Spike e Tyke, che lo assalgono. I topi tormentano sia Nibbles che Jerry, così quest'ultimo usa l'anello per trasformare Freddie e Joey in formaggio e ingigantire Nibbles, che esce dalla gabbia e insegue i due ex-topi fuori dal negozio.
Nel negozio entra un ragazzino che chiede alla madre di comprargli Jerry. Il ragazzo gioca con lui finché l'anello non permette a Tom di uscire dalla sua gabbia, strappando poi Jerry dalla mano del ragazzo. Quest'ultimo lo dice a sua madre: lei chiede aiuto a un poliziotto che manda tre volanti all'inseguimento di Tom, che si trova a dover scappare anche da Butch e dal gatto randagio. Nel frattempo anche Spike e Tyke escono dal negozio: questi viene calpestato da Tom, così anche i due cani si uniscono all'inseguimento, insieme ad altri due gatti randagi che si trovavano per caso sul percorso. Dopo un rocambolesco inseguimento, Tom finisce in un vicolo cieco, così Jerry usa l'anello per bloccare gli inseguitori. Tornati a casa, Tom vuole usare una fiamma ossidrica per rimuovere l'anello, così Jerry scappa e trova un liquido rimuovi-anelli, grazie al quale può finalmente liberarsi. Tom lo scopre e gli chiede l'anello, ma Jerry lo getta in un tubo che porta al seminterrato. Tom cerca di prenderlo, ma l'anello gli si incastra sul dito. Quando Chip arriva, trova Tom con l'anello al dito e, credendo che abbia tentato di rubarglielo, lo caccia fuori di casa. L'anello gli si stacca dal dito e cade a terra, producendo un incantesimo che teletrasporta sul posto tutti gli inseguitori di prima insieme a Nibbles, Freddie e Joey, costringendo Tom a fuggire.
Chip dà quindi a Jerry il salmone di Tom, ma il topo lo trasforma in un pezzo di formaggio.

## Personaggi e doppiatori
| Personaggio    | Doppiatore originale | Doppiatore italiano |
| -------------- | -------------------- | ------------------- |
| Tom            | Jeff Bennett         |                     |
| Droopy         | Jeff Bennett         | Goffredo Matassi    |
| Joey           | Jeff Bennett         | Davide Lepore       |
| Jerry          | Frank Welker         | Ilaria Latini       |
| Tyke           | Frank Welker         |                     |
| Gioiellere     | Frank Welker         | Mino Caprio         |
| Chip           | Charlie Schlatter    | Massimiliano Alto   |
| Butch          | Jim Cummings         | Mino Caprio         |
| Ragazzo        | Maile Flanagan       | Maura Cenciarelli   |
| Poliziotto     | Jess Harnell         | Stefano Mondini     |
| Spike          | Maurice LaMarche     | Giorgio Locuratolo  |
| Gatto randagio | Maurice LaMarche     | Pasquale Anselmo    |
| Margaret       | Tress MacNeille      | Cristina Noci       |
| Mamma          | Tress MacNeille      | Maura Cenciarelli   |
| Nibbles        | Tara Strong          | Ilaria Latini       |
| Freddie        | Billy West           | Stefano Mondini     |

## Distribuzione

### Edizione italiana
L'edizione italiana del film è a cura della Time Out Cin.ca e il doppiaggio fu diretto da Tiziana Lattuca, anche autrice dei dialoghi. Sebbene nell'edizione originale Tom, Jerry e Tyke non abbiano dialoghi intelligibili, nell'edizione italiana sono talvolta doppiati, nel caso di Jerry aggiungendo alcune brevi battute.

### Edizioni home video
Il film uscì in America del Nord in VHS e DVD-Video il 12 marzo 2002. Il DVD include come extra un making of promozionale, i corti La strega volante (in 4:3 pan and scan) e Il topo stregato, un tutorial su come disegnare Tom e Jerry, due giochi interattivi, alcuni testi informativi sui personaggi e il trailer del film. L'edizione italiana uscì in VHS il 5 aprile 2002 e in DVD il 9 ottobre; il DVD include gli stessi extra dell'edizione nordamericana, tranne giochi e testi.

## Altri media
Un mese prima dell'uscita del film, la NewKidCo pubblicò il videogioco d'azione per Game Boy Advance Tom e Jerry: L'anello incantato, sviluppato dalla Cave Barn Studios.